# Francisco Rafael de Castro
D. Francisco Rafael de Castro (Lisboa, 1 de Fevereiro de 1750 — Lisboa, 21 de Março de 1816), mais conhecida por Principal Castro, foi um clérigo e político, deão principal da Sé de Lisboa, reitor da Universidade de Coimbra e membro do Conselho de Regência de 1807. Foi apoiante da linha que defendia a acomodação com a ocupação francesa de Portugal, fazendo parte do Conselho de Governo de Junot, o que levou à sua demissão da Regência e ao ostracismo após a expulsão de Lisboa das forças francesas  em 1808.

## Biografia
D. Francisco Rafel de Castro foi filho de D. António José de Castro, 1.º conde de Resende, e D. Teresa Xavier da Cunha e Távora.
Educado para ser clérigo, chegou a tornar-se Deão Principal (ou seja, prelado superior) da Sé de Lisboa (daí ter ficado conhecido por Principal Castro). Entre 1786 e 1791 foi também reitor da Universidade de Coimbra, tendo contribuído para a reforma daquela instituição. Foi durante o seu mandato reitoral que ordenou em 1792 a publicação dos cinco tomos das Ordenações Afonsinas.
Em 1807 fez parte do Conselho de Regência estabelecido pelo príncipe regente D. João antes da partida da corte para o Brasil, perante a primeira invasão francesa. O general Jean-Andoche Junot, comandante das forças de ocupação francesas, apesar de ter posteriormente extinto a Regência, manteve o Principal Castro como conselheiro do governo francês, facto que o conduzirá a ser deposto do cargo governativo após a expulsão dos franceses de Lisboa em 15 de Setembro de 1808.